# Дауни, Дэвид
Дэвид Дауни (англ. David Dawnay; 10 июля 1903 — 9 октября 1971) — генерал-майор Британской армии, комендант Королевского военной академии в Сандхерсте. Игрок в поло, участник летних Олимпийских игр в Берлине 1936 года.

## Военная карьера
Родился в семье майора Хью Дауни, который сам был сыном 8-го виконта Дауни и леди Сьюзен де ла Поэр Бересфорд, дочери 5-го маркиза Уотерфорд. Получил образование в Итоне и Королевском военном училище. После учёбы Дауни был произведён в офицеры и начал службу в составе Стрелковой Принца-консорта бригады в 1924 году, затем был переведён в 10-й Королевский гусарский полк позднее в этом же году. Выступал в составе британской сборной по игре в поло, игроки которой были удостоены серебряной медали на летних Олимпийских играх 1936 года в Берлине: он принял участие в обоих матчах турнира: сначала против команды Мексики и в финале против сборной Аргентины.
Дауни во время начала Второй мировой войны служил командиром 2-го разведывательного полка, а затем в 1941 году был переведён на пост командующего Североирландского конного соединения в 1941 году. Затем стал помощником командира 23-й бронетанковой бригады, потом — 26-й бронетанковой бригады в 1943 году. В 1944 году был назначен командующим 21-й танковой бригады, а в 1945 году — 26-й танковой бригады.
После войны продолжал службу в Венеции, Италия. Был назначен заместителем командующего Северо-Мидлендским район в 1948 году, командир 8-й бронетанковой бригады в том же 1948 году и комендантом Королевской военной академии в Сандхерсте в 1951 году, должность которого он сохранял до выхода на пенсию в 1954 году.
В отставку он был секретарем Общества жокеев Аскота и работал на ипподроме Аскота.

## Семья
В 1926 году Дауни женился на леди Кэтрин Нора де ла Поэр Бересфорд, дочери Генриха де ла Поэр Бересфорда, 6-го маркиза Уотерфорда и леди Беатрикс Фрэнсис Петти-Фицморис. У них было две дочери и два сына. Сын Дэвида, майор Хью Дауни был известным игроком в поло и уважаемым тренером, чей сын, Себастьян Дауни, тоже стал профессиональным игроком в поло. Брат-близнец Хью, Питер, женился на Каролине, дочери капитана Николаса Тиндала-Карилла-Уорсли.